# Batalha de Qurna

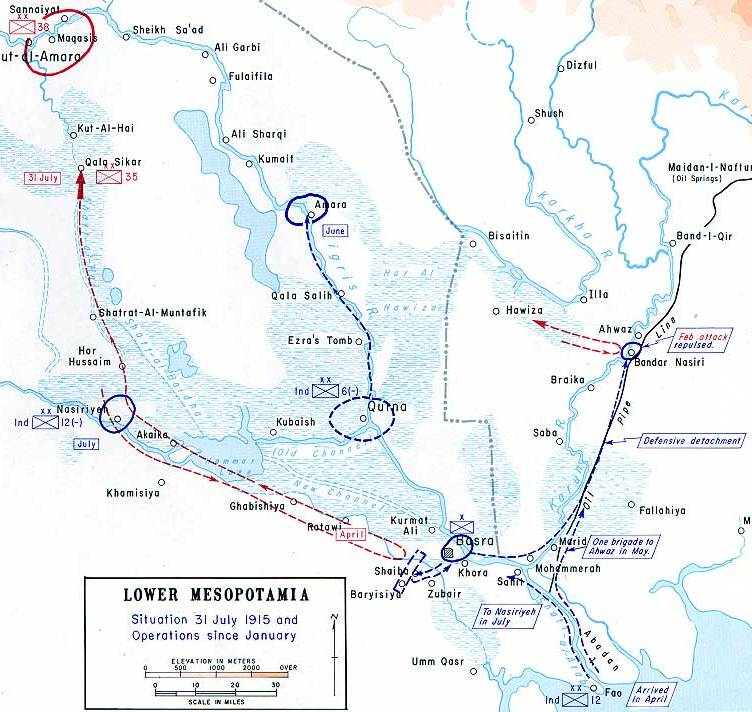
Ofensiva britânica na Mesopotâmia do Sul, 1915

A Batalha de Qurna ocorreu entre os exércitos britânicos e o Império Otomano em 3 de janeiro de 1915. Os turcos tentaram capturar a cidade de Baçorá, que havia sido perdida na Batalha de Baçorá em 1914, durante a Campanha da Mesopotâmia na Primeira Guerra Mundial.